# 코믹 스트립

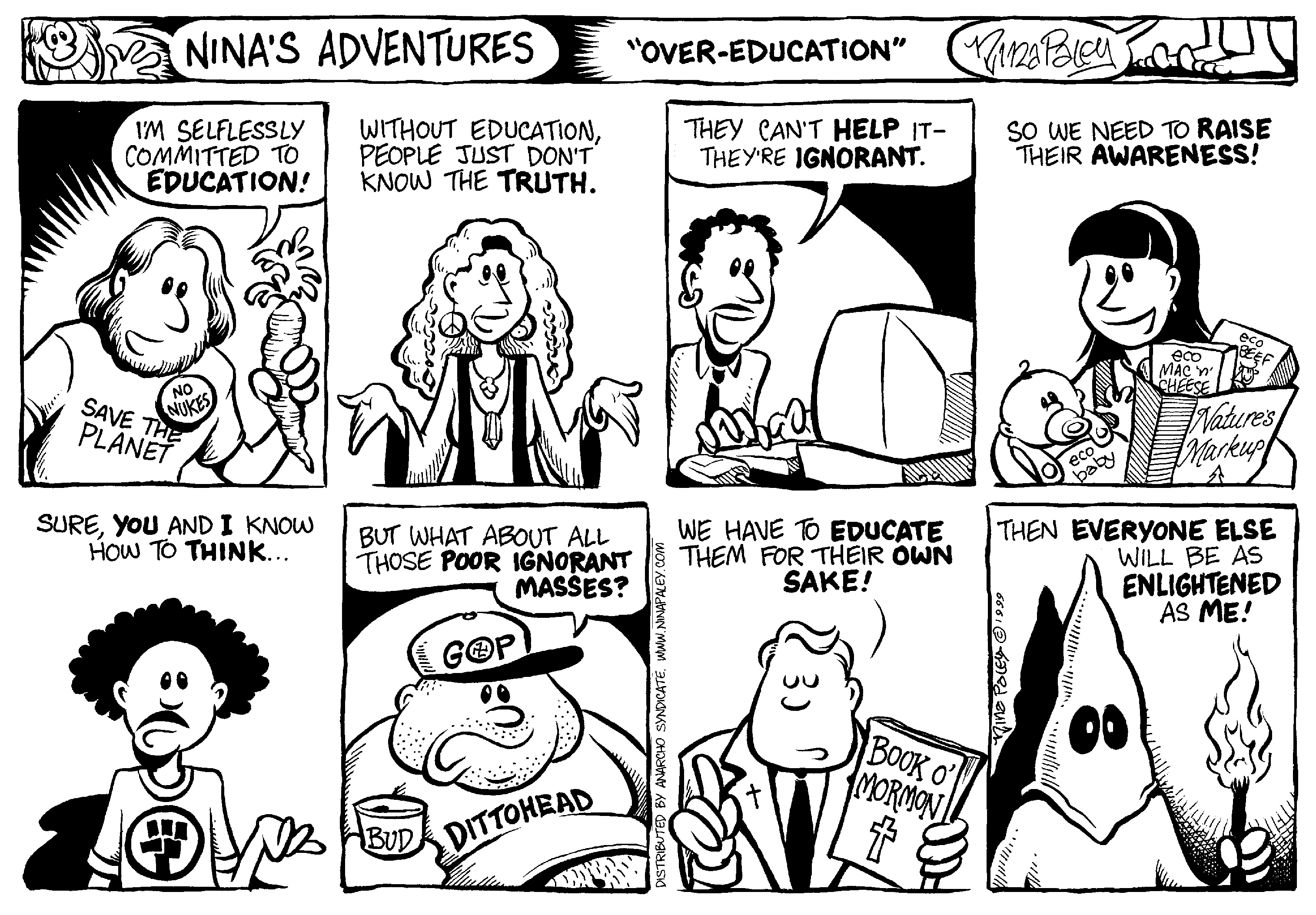

코믹 스트립(Comic strip)은 짧은 유머를 나타내거나, 풍선과 캡션에 글이 있는 일련의 서술을 구성하기 위해 상호 연관된 패널에 배열된 그림 시퀀스다. 전통적으로 20세기와 21세기에 걸쳐 신문과 잡지에 게재되었으며, 일간 신문에는 흑백으로 인쇄된 가로 스트립이, 일요일 신문에는 특수 컬러 만화 구역에서 더 긴 시퀀스가 제공되었다. 인터넷의 발달과 더불어, 이들은 웹 만화로 온라인에 나타나기 시작했다. 스트립은 만화가나 카투니스트가 그린다. 이름에서 알 수 있듯이, 코믹 스트립은 유머를 담고 있다.
일본에서 극화라는 장르가 발생하고 유럽과 미국의 주류만화에 희극적 요소가 배제된 작품들이 대거 등장한 이후에도 코믹 스트립에서의 코믹은 희극이라는 개념을 뛰어넘어 만화를 가리키는 고유명사로 자리매김했다.

## 같이 보기
- 만화 잡지